# Alert (plaats)
Alert is de noordelijkst gelegen permanent bewoonde nederzetting ter wereld. Alert ligt op een afstand van 817 km van de geografische noordpool, op het eiland Ellesmere in Nunavut in het noorden van Canada. In 2017 waren er 62 inwoners. De plaats ligt op 1 kilometer van de kust met de Noordelijke IJszee.
Vanwege de ligging boven de noordpoolcirkel gaat de zon tussen 8 april en 5 september niet onder en komt de zon tussen 13 oktober en 1 maart niet boven de horizon. Alert bevat een basis van de Canadese strijdkrachten met onder meer een weerstation dat de lokale atmosfeer onderzoekt.
De plaats is genoemd naar HMS Alert, een Brits schip dat hier vlakbij overwinterde in de winter van 1875 – 1876. Dit schip is voor zover bekend het eerste schip dat de noordkaap van Ellesmere Island wist te ronden.

## Klimatogram
| Maand                                   | jan   | feb   | mrt   | apr   | mei   | jun  | jul | aug  | sep   | okt   | nov   | dec   | Jaar  |
| --------------------------------------- | ----- | ----- | ----- | ----- | ----- | ---- | --- | ---- | ----- | ----- | ----- | ----- | ----- |
| Gemiddeld maximum (°C)                  | −27,5 | −29,0 | −28,6 | −20,4 | −8,0  | 1,8  | 6,5 | 3,8  | −6,2  | −15,3 | −22,2 | −25,3 | −14,1 |
| Gemiddelde temperatuur (°C)             | −31,3 | −32,9 | −32,5 | −24,4 | −11,1 | −0,6 | 3,7 | 1,3  | −9,2  | −18,9 | −25,9 | −29,2 | −17,5 |
| Gemiddeld minimum (°C)                  | −35,0 | −36,7 | −36,3 | −28,3 | −14,2 | −2,9 | 0,9 | −1,2 | −12,1 | −22,4 | −29,6 | −33,1 | −20,8 |
|                                         |       |       |       |       |       |      |     |      |       |       |       |       |       |
| Neerslag (mm)                           | 6     | 5     | 5     | 6     | 9     | 12   | 21  | 23   | 23    | 13    | 8     | 7     | 138   |
| Zonuren (uur/dag)                       | 0     | 0     | 2     | 12    | 13    | 10   | 10  | 8    | 3     | 0     | 0     | 0     | 4,9   |
| Bron: Climate-Data en Weersvoorspelling |       |       |       |       |       |      |     |      |       |       |       |       |       |

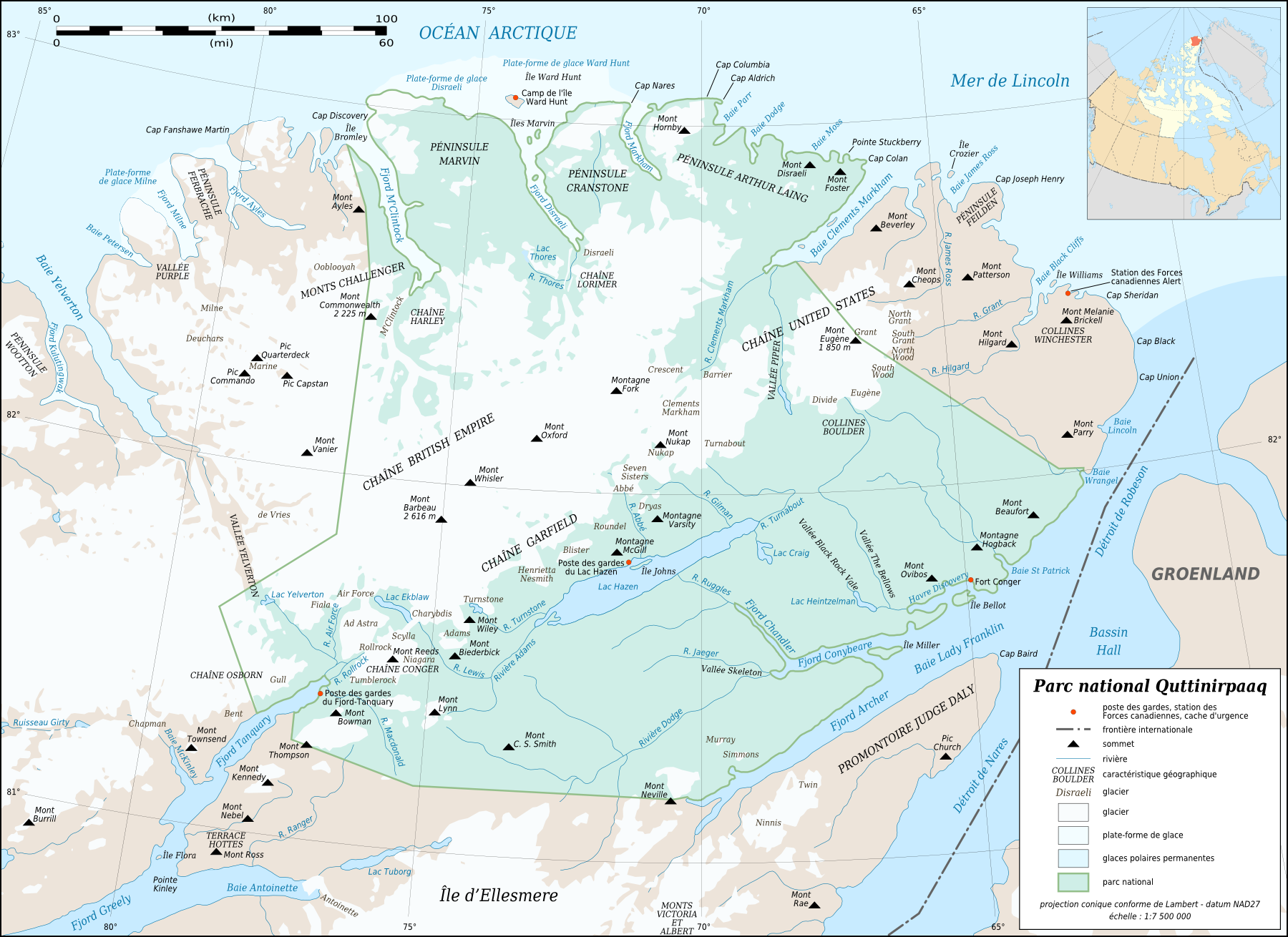
Alert
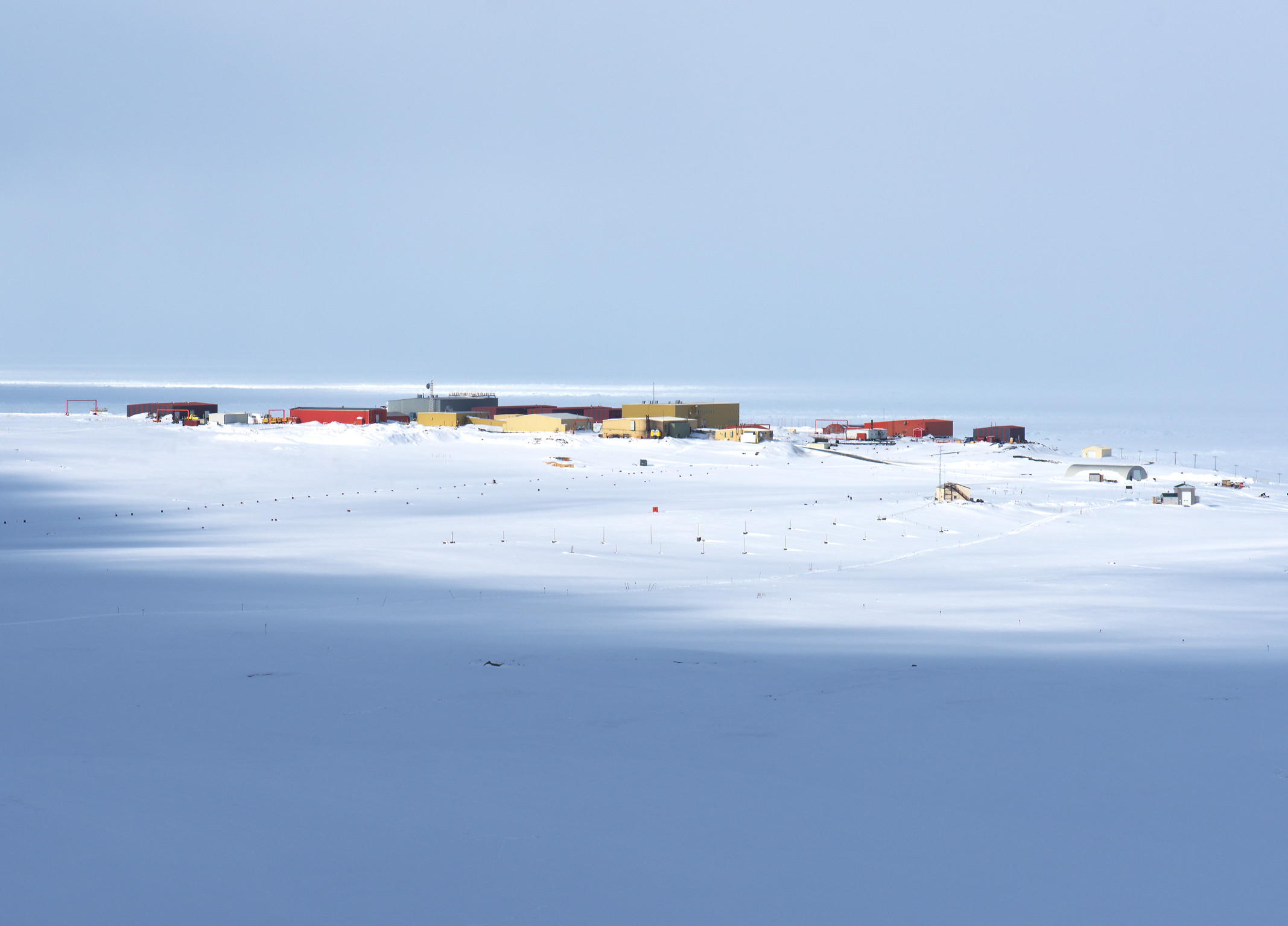
Alert
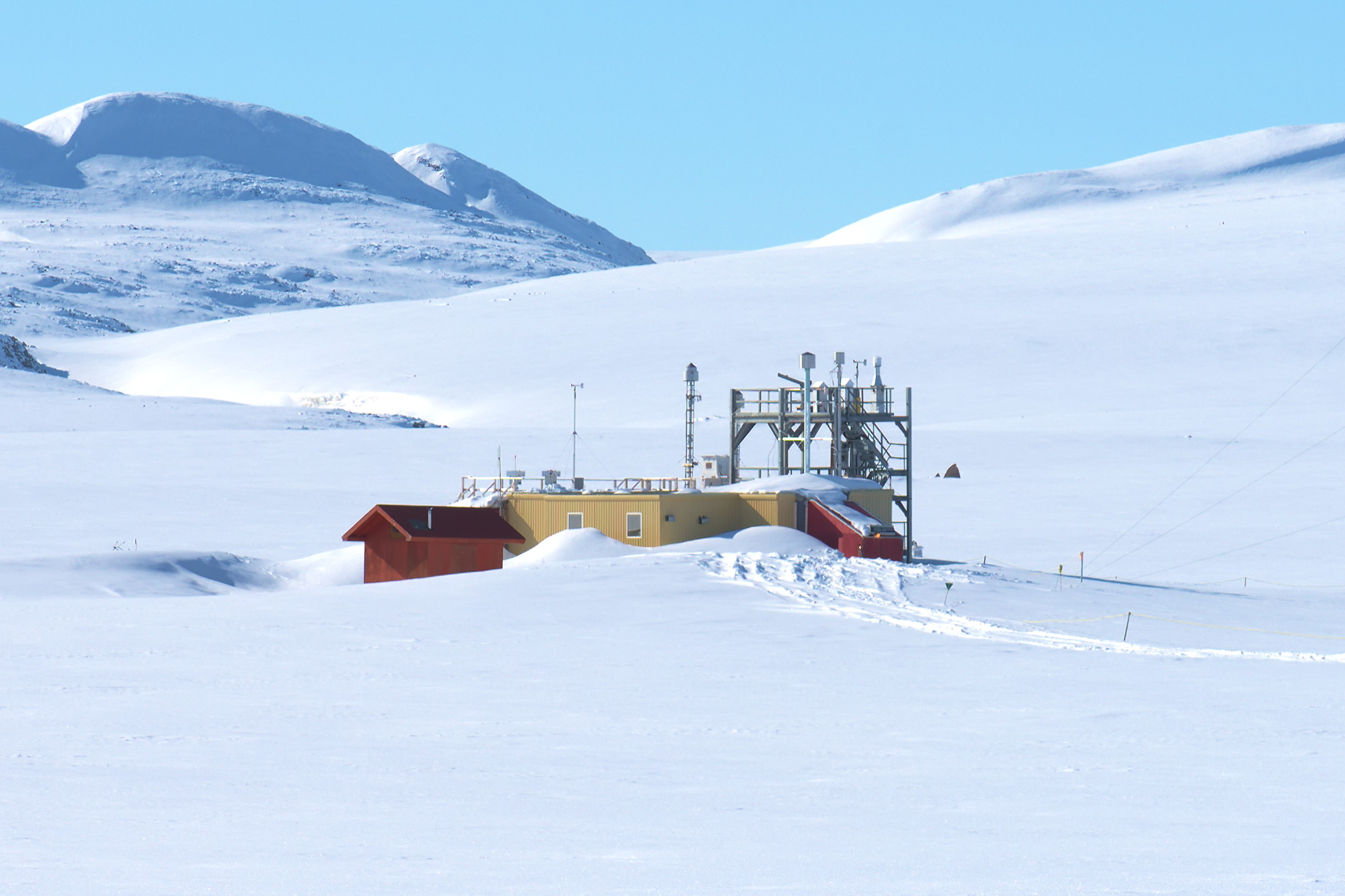
Dr. Neil Trivett Global Atmosphere Watch Observatory
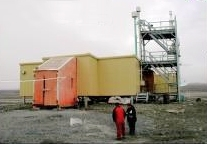
SFC Alert
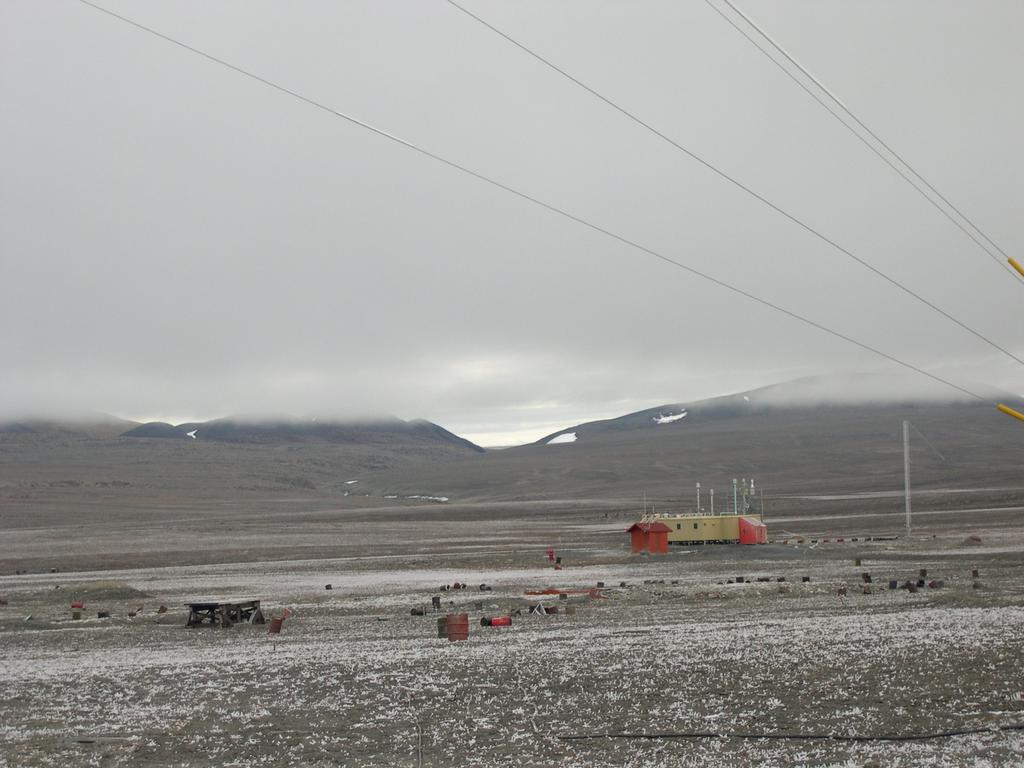
Alert
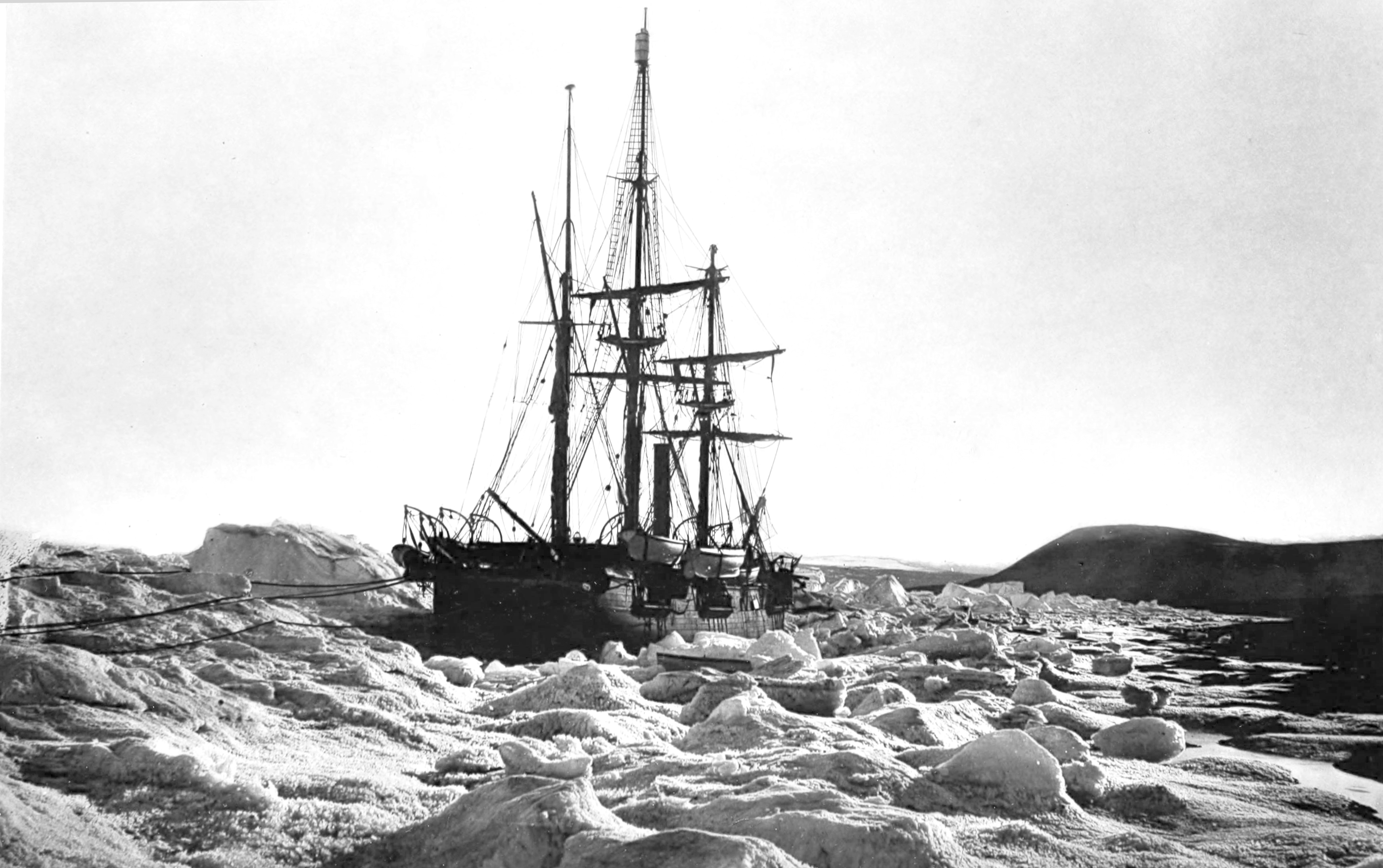
HMS Alert